# كارلوس دوارتي (ملحن)
كارلوس دوارتي (بالإسبانية: Carlos Duarte) هو عازف بيانو وملحن فنزويلي، ولد في 1 يونيو 1957 في كاراكاس في فنزويلا، وتوفي بنفس المكان في 13 أبريل 2003.